# Repozytorium Cyfrowe Instytutów Naukowych
Repozytorium Cyfrowe Instytutów Naukowych (RCIN) jest polskim ponadregionalnym oraz multidyscyplinarnym projektem naukowym. Celem projektu jest digitalizacja materiałów archiwalnych, publikacji naukowych, dokumentacji badań oraz zabezpieczenie dorobku naukowego instytutów tworzących Konsorcjum. RCIN w swoich założeniach jest ogólnodostępne, tak więc stwarza wszystkim zainteresowanym możliwość dostępu do publikacji dostępnych przedtem dla wąskich, wyspecjalizowanych grup badaczy.
W jego skład wchodzi 16 polskich Instytutów Naukowych należących do Polskiej Akademii Nauk i ich biblioteki. RCIN tworzone jest od 2008 r., początkowo jako Cyfrowa Biblioteka Instytutów PAN, od 2010 pod obecną nazwą